# 易卜拉欣·奧斯曼
易卜拉欣·奧斯曼（英語：Ibrahim Osman，2004年11月29日—）是一名迦納的職業足球運動員，現效力歐塞爾（英超球隊布莱顿外借）。迦納國家足球隊成員。